# Landtagswahlkreis Rhein-Kreis Neuss III
Der Landtagswahlkreis Rhein-Kreis Neuss III ist ein Landtagswahlkreis in Nordrhein-Westfalen. Er umfasst die Gemeinden Kaarst, Korschenbroich und Meerbusch sowie die Kommunalwahlbezirke 1.1 bis 13.1, 18.1 und 19.1 der Gemeinde Jüchen im Rhein-Kreis Neuss. Bei der Landtagswahl 2022 bekommt der Wahlkreis die Nummer 47, davor trug er die Nummer 46.
Mit der Landtagswahl 2005 verlor der Rhein-Kreis Neuss (bis 2003 Kreis Neuss) einen Wahlkreis. Dieser hieß Neuss IV und wurde von Kaarst, Korschenbroich und Meerbusch gebildet. Der Wahlkreis Neuss III umfasste bis dahin die Gemeinden Grevenbroich, Jüchen und Rommerskirchen.

## Landtagswahl 2022
| Direktkandidat                      | Erststimmen in % | Partei   | Zweitstimmen in % |
| ----------------------------------- | ---------------- | -------- | ----------------- |
| Marcel Knuppertz                    | 22,4             | SPD      | 19,6              |
| Lutz Lienenkämper                   | 44,96            | CDU      | 43,73             |
| Simon Rock                          | 17,34            | GRÜNE    | 18,17             |
| Simon Kell                          | 7,3              | FDP      | 8,33              |
| Zacharias Kornelius Martin Schalley | 3,58             | AfD      | 3,73              |
| –                                   | 4,42             | Sonstige | 6,46              |

Lutz Lienenkämper konnte mit 44,96 % der abgegebenen Erststimmen sein Landtagsmandat verteidigen. Er legte das Mandat Ende August 2024 nieder.

## Landtagswahl 2017
Wahlberechtigt zur Landtagswahl 2017 waren 119.001 Einwohner des Wahlkreises. Die Wahlbeteiligung lag bei 72,0 %.
| Direktkandidat               | Erststimmen in % | Partei   | Zweitstimmen in % |
| ---------------------------- | ---------------- | -------- | ----------------- |
| Nicole Niederdellmann-Siemes | 24,6             | SPD      | 23,2              |
| Lutz Lienenkämper            | 47,1             | CDU      | 38,8              |
| Oliver Keymis                | 6,6              | GRÜNE    | 5,7               |
| Simon Kell                   | 12,7             | FDP      | 19,9              |
| Wilhelm Frömgen              | 1,5              | PIRATEN  | 0,9               |
| Heiner Bäther                | 2,6              | LINKE    | 3,0               |
| Christof Rausch              | 4,5              | AfD      | 5,7               |
| Thomas Hebben                | 0,4              | ZENTRUM  | 0,2               |
| –                            | −                | Sonstige | 2,6               |

Neben dem direkt gewählten Wahlkreisabgeordneten Lutz Lienenkämper, der das Mandat seit 2005 innehat und nach der Wahl zum Finanzminister im Kabinett Laschet ernannt wurde, gelang dem Grünen-Kandidaten Oliver Keymis über die Landesliste seiner Partei der Sprung in den Landtag.

## Landtagswahl 2012
Wahlberechtigt zur Landtagswahl 2012 waren 118503 Einwohner des Wahlkreises. Die Wahlbeteiligung lag bei 67,2 %.
| Direktkandidat               | Erststimmen in % | Partei   | Zweitstimmen in % |
| ---------------------------- | ---------------- | -------- | ----------------- |
| Lutz Lienenkämper            | 41,0             | CDU      | 32,3              |
| Nicole Niederdellmann-Siemes | 31,2             | SPD      | 30,6              |
| Oliver Keymis                | 9,6              | GRÜNE    | 9,8               |
| Bernd Schumacher-Adams       | 8,3              | FDP      | 14,9              |
| Heiner Bäther                | 1,5              | LINKE    | 1,5               |
| Wilhelm Frömgen              | 7,1              | PIRATEN  | 7,1               |
| Michael Koesling             | 1,3              | FAMILIE  | 0,8               |
| –                            | –                | Sonstige | 2,3               |

## Landtagswahl 2010
Wahlberechtigt zur Landtagswahl 2010 waren 117.699 Einwohner des Wahlkreises. Die Wahlbeteiligung lag bei 67,1 %.
| Direktkandidat               | Erststimmen in % | Partei   | Zweitstimmen in % |
| ---------------------------- | ---------------- | -------- | ----------------- |
| Lutz Lienenkämper            | 50,0             | CDU      | 42,9              |
| Nicole Niederdellmann-Siemes | 25,7             | SPD      | 24,3              |
| Oliver Keymis                | 10,8             | GRÜNE    | 11,6              |
| Jan Cwik                     | 5,2              | FDP      | 11,1              |
| Bernd-Uwe Makowiack          | 3,3              | LINKE    | 3,7               |
| Michael Koesling             | 1,1              | FAMILIE  | 0,8               |
| Wolfgang Müller              | 0,9              | ZENTRUM  | 0,7               |
| Jörg Franke                  | 1,7              | PIRATEN  | 1,6               |
| Hans Günter Schönaich        | 1,3              | pro NRW  | 1,1               |
| -                            | -                | Sonstige | 2,3               |

## Landtagswahl 2005
Wahlberechtigt zur Landtagswahl 2005 waren 116.619 Einwohner des Wahlkreises. Die Wahlbeteiligung lag bei 71,3 %.
| Direktkandidat       | Partei  | Stimmen in % |
| -------------------- | ------- | ------------ |
| Ulrike Apel-Haefs    | SPD     | 27,0         |
| Lutz Lienenkämper    | CDU     | 54,5         |
| Frank Lasogga        | FDP     | 9,2          |
| Oliver Keymis        | GRÜNE   | 5,4          |
| Dirk Jansen          | REP     | 0,5          |
| Maria Hartmann       | FAMILIE | 1,1          |
| Bernd-Josef Hermanns | NPD     | 0,6          |
| Detlef Bolz          | WASG    | 1,6          |
| Martin Bauers        | ZENTRUM | 0,2          |

## Wahlkreissieger
| Jahr | Wahlkreisname            | Direktmandat      | Partei |
| ---- | ------------------------ | ----------------- | ------ |
| 1947 | 29 Grevenbroich-Ost      | Franz Schütz      | CDU    |
| 1950 | 29 Grevenbroich-Ost      | Franz Schütz      | CDU    |
| 1954 | 29 Grevenbroich-Ost      | Franz Schütz      | CDU    |
| 1958 | 29 Grevenbroich-Ost      | Franz Schütz      | CDU    |
| 1962 | 29 Grevenbroich-Ost      | Franz Schütz      | CDU    |
| 1966 | 29 Grevenbroich I        | Franz Schütz      | CDU    |
| 1970 | 29 Grevenbroich I        | Hans-Ulrich Klose | CDU    |
| 1975 | 29 Grevenbroich I        | Hans-Ulrich Klose | CDU    |
| 1980 | 53 Neuss IV              | Hans-Ulrich Klose | CDU    |
| 1985 | 53 Neuss IV              | Hans-Ulrich Klose | CDU    |
| 1990 | 53 Neuss IV              | Hans-Ulrich Klose | CDU    |
| 1995 | 53 Neuss IV              | Hans-Ulrich Klose | CDU    |
| 2000 | 53 Neuss IV              | Hans-Ulrich Klose | CDU    |
| 2005 | 46 Rhein-Kreis Neuss III | Lutz Lienenkämper | CDU    |
| 2010 | 46 Rhein-Kreis Neuss III | Lutz Lienenkämper | CDU    |
| 2012 | 46 Rhein-Kreis Neuss III | Lutz Lienenkämper | CDU    |
| 2017 | 46 Rhein-Kreis Neuss III | Lutz Lienenkämper | CDU    |
| 2022 | 46 Rhein-Kreis Neuss III | Lutz Lienenkämper | CDU    |